# Tour du Condroz
Le Tour du Condroz est une course cycliste disputée de 1962 à 1978 à Nandrin, dans la province de Liège en Belgique. Elle a connu 17 éditions.

## Palmarès
| Année | Vainqueur                    | Deuxième               | Troisième           |
| ----- | ---------------------------- | ---------------------- | ------------------- |
| 1962  | Victor Van Schil             | Constant De Keyser     | André Bar           |
| 1963  | Martin Van Geneugden         | René Vanderveken (nl)  | Ludo Janssens       |
| 1964  | Michael Wright               | Martin Van Den Bossche | Marcel Janssens     |
| 1965  | Huub Harings                 | Albert Lacroix         | Victor Van Schil    |
| 1966  | Pierre Vreys                 | Roger Blockx           | Joseph Spruyt       |
| 1967  | Eddy Merckx                  | Wim Schepers           | Willy In 't Ven     |
| 1968  | Jos Huysmans                 | Willy In 't Ven        | Michel Jacquemin    |
| 1969  | Michael Wright               | Winfried Bölke         | Edward Janssens     |
| 1970  | Victor Van Schil             | Joseph Bruyère         | Emiel Cambre        |
| 1971  | Guy Santy                    | Francis Campaner       | André Doyen         |
| 1972  | Victor Van Schil             | Herman Beysens         | Herman Van Springel |
| 1973  | Freddy Maertens              | Marc Sohet (es)        | Willy In 't Ven     |
| 1974  | Frans Verbeeck               | Ludo Van Staeyen       | Englebert Opdebeeck |
| 1975  | Christian De Buysschere (ca) | Jacques Martin         | Frans Van Looy      |
| 1976  | Jos Jacobs                   | Michel Pollentier      | Walter Godefroot    |
| 1977  | Eddy Merckx                  | André Dierickx         | Joseph Bruyère      |
| 1978  | Joseph Bruyère               | André Delcroix (nl)    | Willy In 't Ven     |